# Secesijske zgrade u sklopu Zoološkoga vrta na Marjanu
Secesijske zgrade u sklopu Zoološkoga vrta na Marjanu su zgrade u Splitu. Nalazi se na adresi Kolombatovićevo šetalište 2 , Split.
Građene su u stilu secesije od 1909. do 1926. godine. Kao projektant Malog restorana u literaturi se spominje Vicko Senjanović, no gledano po načinu oblikovanja i korištenju dekorativnih elemenata, nameće se zaključak da ga je projektirao Petar Senjanović, sudeći po detaljima na vilama Antičević i Lete (keramika s pročelja) i vile Smodlaka (željezna ograda u okviru). Petar Senjanović projektirao je Veliki restoran.:9.:13. Josip Kodl projektirao je akvarij u neposrednoj blizini.:24.,33.
Pod oznakom Z-5945 zavedene su kao nepokretno kulturno dobro - pojedinačno, pravna statusa zaštićena kulturnog dobra.